# 戚又仁
戚又仁（1997年6月25日—），台灣男子羽球運動員，畢業於國立基隆高中，現就讀國立體育大學研究所。中租企業羽球隊隊員。

## 簡歷
戚又仁就讀國中後才加入校隊接受正式訓練，高中時就讀國立基隆高中，於高三時在全國羽球排名賽獲得乙組單打第二名，成為中華民國羽球協會認定之甲組球員。後升讀國立體育大學及該校研究所。
2019年9月，戚又仁在珀斯羽毛球國際賽的男子單打及混合雙打項目雙雙奪下國際賽首冠。
2021年8月，戚又仁在第二次全國排名賽首度晉級甲組男子單打決賽，並擊敗上屆亞軍廖倬甫，奪得甲組排名賽首冠。

### 2023年：巡迴賽首冠
2023年11月，戚又仁在印度西德·莫迪羽毛球國際賽首輪2比0（21-15、21-16）擊敗新加坡鄭加恆，16強以2比1（17-21、21-11、21-17）逆轉馬來西亞詹俊為，八強以2比1（21-12、13-21、21-12）擊敗同胞李佳豪，在半決賽以三局18－21、21－14、21－17擊敗印度新秀普里揚舒·拉賈瓦特，最終在決賽以2比1（20-22、21-12、21-17）擊敗世界排名第12的西本拳太，收穫生涯首座世界羽聯世界巡迴賽冠軍。

## 主要比賽成績
只列出曾進入準決賽的國際賽事成績：
| 年份   | 賽事                  | 公開賽級別 | 項目     | 拍檔   | 成績   |
| ------ | --------------------- | ---------- | -------- | ------ | ------ |
| 2015年 | 瑪利拜朗羽毛球國際賽  | 國際系列賽 | 男子單打 | －     | 準決賽 |
| 2019年 | 珀斯羽毛球國際賽      | 未來系列賽 | 男子單打 | －     | 冠軍   |
| 2019年 | 珀斯羽毛球國際賽      | 未來系列賽 | 混合雙打 | 林筱閔 | 冠軍   |
| 2019年 | 南澳洲羽毛球國際賽    | 國際挑戰賽 | 混合雙打 | 林筱閔 | 準決賽 |
| 2019年 | 雪梨羽毛球國際賽      | 國際系列賽 | 男子單打 | －     | 準決賽 |
| 2022年 | 斯洛伐克羽毛球公開賽  | 未來系列賽 | 男子單打 | －     | 亞軍   |
| 2022年 | 葡萄牙羽毛球國際賽    | 國際系列賽 | 男子單打 | －     | 準決賽 |
| 2022年 | 南特羽毛球國際挑戰賽  | 國際挑戰賽 | 男子單打 | －     | 準決賽 |
| 2022年 | 愛爾蘭羽球公開賽      | 國際挑戰賽 | 男子單打 | －     | 準決賽 |
| 2023年 | 泰國羽毛球國際挑戰賽  | 國際挑戰賽 | 男子單打 | －     | 亞軍   |
| 2023年 | 印尼泗水羽毛球大師賽  | 超級100賽  | 男子單打 | －     | 準決賽 |
| 2023年 | 西德·莫迪羽毛球國際賽 | 超級300賽  | 男子單打 | －     | 冠軍   |
| 2024年 | 奧爾良羽毛球大師賽    | 超級300賽  | 男子單打 | －     | 準決賽 |
| 2024年 | 台北羽球公開賽        | 超級300賽  | 男子單打 | －     | 亞軍   |
| 2024年 | 吉隆坡羽毛球大師賽    | 超級100賽  | 男子單打 | －     | 冠軍   |

| 2007-2017年 | 首要超級賽 | 超級賽 | 黃金大獎賽 | 大獎賽 | 國際挑戰賽 | 國際系列賽 | 未來系列賽 | 其他 |

| 2018-2026年 | 總決賽 | 超級1000賽 | 超級750賽 | 超級500賽 | 超級300賽 | 超級100賽 | 國際挑戰賽 | 國際系列賽 | 未來系列賽 | 其他 |